# Kazimierz Ebert
Kazimierz Ebert (ur. 1827 w Piotrkowie, zm. 20 lutego 1885 w Piotrkowie) – prawnik polski, adwokat.
Ukończył studia na Wydziale Prawa Uniwersytetu w Moskwie (1850), pracował następnie w Warszawie jako podprokurator. Stracił posadę w sądownictwie państwowym w związku z rusyfikacją sądu. Zajął się wówczas pracą adwokata i zyskał sławę jednego z wybitniejszych obrońców w Królestwie Polskim. Ze względu na stan zdrowia w 1882 przeniósł się do Piotrkowa i pracował jako notariusz. Był stałym współpracownikiem "Gazety Sądowej Warszawskiej" (od 1873).
Został pochowany w Krakowie.